# HMS Ashanti (F51)
«Ашанті» (англ. HMS Ashanti (F51) — військовий корабель, ескадрений міноносець типу «Трайбл» Королівського військово-морського флоту Великої Британії за часів Другої світової війни.
Есмінець «Ашанті» був закладений 23 листопада 1936 року на верфі компанії William Denny and Brothers, Дамбартон. 5 листопада 1937 року він був спущений на воду, а 21 грудня 1938 року увійшов до складу Королівських ВМС Великої Британії. Есмінець брав активну участь у бойових діях на морі в Другій світовій війні; бився у Північній Атлантиці, на Середземному морі, біля берегів Франції та Норвегії, супроводжував арктичні конвої. Бойовий корабель неодноразово піддавався атакам ворожих підводних човнів, літаків та бойових кораблів, зазнавав пошкоджень і вважався одним з найдосвідченіших есмінців флоту; за проявлену мужність та стійкість у боях нагороджений вісьмома бойовими відзнаками.

## Дизайн і конструкція
«Ашанті» належав до есмінців типу «Трайбл», що відрізнялися від своїх попередників помітно гострішими обводами носової частини й кліперним форштевнем, які підкреслювали їхню стрімкість. Близько 40 % довжини корабля займав півбак, котрий трішки піднімався до форштевня. Корабель мав всього одну суцільну палубу — верхню. Так звана нижня палуба насправді була платформою і проходила лише на носі і в кормі, поза межами машинно-котельних відділень. 15 водонепроникних перегородок, що доходили до верхньої палуби, поділяли корпус на 16 відсіків. Теоретично за затоплення будь-яких двох з них есмінець повинен був зберігати плавучість. По всій довжині корпусу йшло друге дно, а в районі 20—24-го шпангоутів був виріз під антену «ASDIC», котра опускалась.
Корпус «Ашанті» мав загальну довжину між перпендикулярами 115 м, бімс — 11,13 м та осадку до 3,43 м. Водотоннажність бойового корабля становила: стандартна — 1891 та повна — 2519 довгих тонн відповідно.
Головна енергетична установка складалась з трьох триколекторних Адміралтейських котлів з пароперегрівником і двох одноступінчатих турбозубчатих редукторів. Розміщення ГЕУ — лінійне. Котли розміщувалися в ізольованих відсіках, турбіни — у загальному машинному відділенні, за цього редуктори були відокремлені від турбін водонепроникною перегородкою. Робочий тиск пару — 21,2 кгс/см² (20,5 атм.), температура — 327 °С (620 °F).
Проектна потужність становила 44 000 к. с. за частоти обертання 350 об/хв, що мало забезпечити максимальну швидкість ходу (за повного навантаження) в 32,5 вузли (60,1 км/год). Однак на ходових випробуваннях есмінець досяг швидкості 36 вузлів. Запас палива зберігався у восьми паливних танках ємністю 524 тонни мазуту, що забезпечувало дальність ходу 5700 миль (10 556 км) 15-вузловим ходом (27,8 км/год) або 3200 миль (5926 км) 20-вузловим ходом. Дальність плавання на повному ході становила 1200 миль. Екіпаж корабля становив 190 офіцерів та матросів.

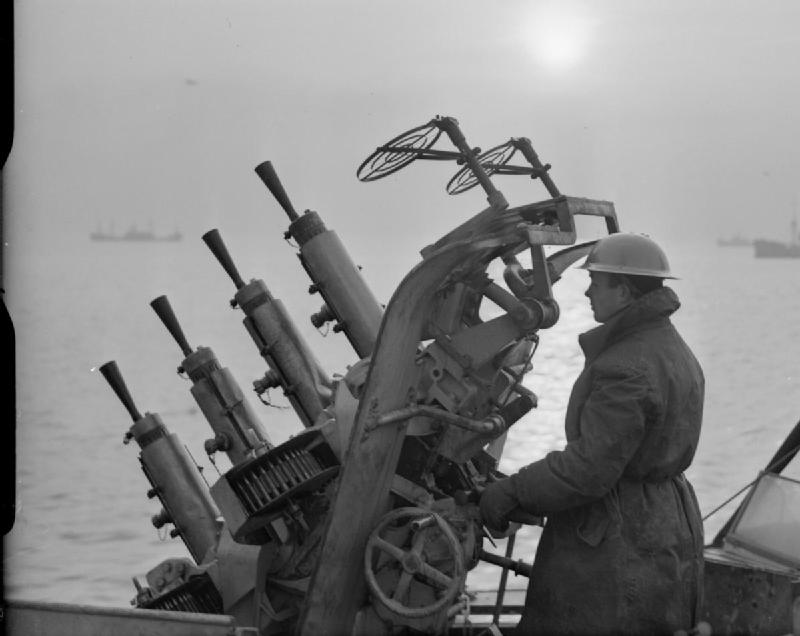
Кулеметна обслуга біля 12,7-мм зчетвереного зенітного кулемету Vickers .50. Арктичні конвої

## Озброєння
Корабельна артилерія головного калібру (ГК) есмінця «Ашанті»: вісім 120-мм універсальних швидкострільних гармат QF Mk.XII з довжиною ствола 45 калібрів у подвійних баштах типу CP Mk.XIX «A», «B», «X», та «Y», загальною вагою до 25,9 тонн кожна. Башти розміщувалися по центральній осі корабля та утворювали дві передні й дві кормові вогневі позиції. Максимальний кут піднесення +40°, зниження на −10°. Кут горизонтального наведення установок становив 340°, мертва зона — 20°. Маса снаряда 22,7 кг, початкова швидкість — 808 м/с. Гармати мали швидкострільність 10-12 пострілів на хвилину на дальність — 15 520 м. Боєзапас становив 300 пострілів на ствол (200 — фугасних, 50 — осколкових з дистанційнім підривачем та 50 — освітлювальних). Живучість ствола — до 1400 пострілів.
Зенітне озброєння корабля включало одна 40-мм автоматична зенітна гармата QF 2 Mark II з боєзапасом 14 400 снарядів та два 12,7-мм зчетверені зенітні кулемети Vickers .50 з боєзапасом 10 000 набоїв на установку. Окрім важких кулеметів на есмінці були чотири 7,71-мм кулемети «Льюїс».
Торпедне озброєння складалося з одного чотиритрубного 21-дюймового (533-мм) торпедного апарату Mark IX, що розташовувався в кормовій частині корпусу на осьовій лінії й мав запас тільки чотири торпеди. Торпеди Mk.IX мали максимальну дальність дії 11 000 ярдів (10 055 м) зі швидкістю 41 вузол. Бойова головка мала 330 кг тринітротолуолу, але невдовзі після вступу корабля до строю їх змінили на більш потужну торпеду з 367 кг торпекса.
Протичовнове озброєння есмінця складалося з гідролокатора «ASDIC», 20 глибинних бомб, 1 бомбоскидача і двох бомбометів на кормі; за часів війни кількість глибинних бомб збільшили до 30.
Система управління вогнем складалася з командно-далекомірного поста (директора) Mk.I і комбінованого 12-футового (3,6 м) далекоміра/зенітного директора Mk.II, які розміщувалися на верхньому містку на окремих основах. Перший з них був візиром центрального наведення, але використовувався тільки для стрільби по морських цілях, другий слугував далекоміром при стрільбі по морських цілях і далекоміром-директором для зенітної стрільби. Серйозним недоліком була відсутність стабілізації ПКАВ (прилад керування артилерійським вогнем).

## Історія

### Передвоєнні часи
Есмінець «Ашанті» за задумом розробників серії «Трайбл» мав відвідати територію народів та племен, на честь яких отримав назву цей тип ескадрених міноносців. Однак, з усієї серії тільки йому вдалося реалізувати цей намір і довелось побувати з офіційним візитом в Гані (на той час британська колонія Золотий Берег), де мешкають племена ашанті. У серпні-листопаді 1938 року він пройшов ходові випробування, був оснащений артилерійським озброєнням і після введення до лав 2-ї флотилії есмінців Флоту Метрополії британського флоту вийшов з Портленда у перший похід.
Разом з однотипним кораблем «Ескімо» пройшли через Гібралтар, пройшли до Фрітауна, у Сьєрра-Леоне, далі до Такораді, в Гані, куди прибули 27 лютого 1939 року. «Ашанті» з подарунком — срібним дзвоном із золотим щитом — на чолі свого племені зустрічав місцевий король, ашантегене, Премпе II. Корабель відвідали багато представників народності ашанті, які подарували безліч дарунків з побажаннями талану, який супроводжуватиме есмінець під час морських походів.
9 березня 1939 року «Ашанті» вийшов до Гібралтару, де увійшов до складу сил флоту, що взяли участь у військових навчаннях. У квітні есмінець повернувся до Британських островів та певний час перебував у Чатемі. З 3 травня з групою бойових кораблів, у тому числі есмінців типу «Трайбл», вийшов у похід з офіційним візитом доброї волі до Франції на військово-морську базу в Шербурі.
1 червня 1939 року корабель брав участь у рятувальних роботах в Ірландському морі з підйому затонулого підводного човна «Тетіс» поблизу Англсі. Однак британцям вдалося врятувати лише чотирьох людей, решта 99 членів екіпажу підводного човна загинули на потерпілому кораблі.

### Початок війни
З початком Другої світової війни, корабель разом з іншими есмінцями 6-ї флотилії та кораблями французьких ВМС патрулював у Північній Атлантиці. Основним завданням «Ашанті» протягом наступних місяців було протичовнове патрулювання та ескорт транспортних і вантажних суден поблизу Британських островів.
У лютому 1940 року встав на поточний ремонт у сухий док Коуза, де пробув до 21 березня 1940 року.
9 квітня повернувся до Скапа-Флоу до головних сил флоту й звідсіля відбув з оперативним угрупованням ВМС до берегів Норвегії, де німці раптово розпочали вторгнення. Під час переходу поблизу норвезьких вод разом з «Нубіан» був неодноразово атакований німецькими бомбардувальниками. Водночас, під час одного штурмування, німцям пощастило вивести на есмінці з ладу головний турбогенератор, швидкість різко впала, але британцям вдалося зигзагоподібним маневром запобігти ураження з повітря. Надалі він ніс службу у складі сил ескорту в Північному морі.
У червні корабель залучався з есмінцями «Тартар» та «Машона» до супроводу лінійного корабля «Валіант», якими евакуювалися війська з Нарвіка. Після цього разом з флотилією забезпечував захист лінійних кораблів від німецьких рейдерів лінкорів «Шарнгорст» та «Гнейзенау», після затоплення авіаносця «Глоріос» у Північному морі.
10 серпня 1940 року «Ашанті» разом з іншими кораблями врятував понад 300 вцілілих з потопленого на відстані 40 миль від Ольстера німецьким підводним човном U-56 допоміжного крейсера «Трансільванія».
16 жовтня під час супроводження лінкора «Кінг Джордж V», який щойно увійшов до складу британського флоту, один з есмінців супроводження, «Фейм», в темряві на швидкості налетів на мілину біля нортумберлендського узбережжя; ззаду на нього налетів ескадрений міноносець «Ашанті», який пошкодив кормову частину. Внаслідок зіткнення постраждав також ще один есмінець «Маорі», який пошкодив антену ASDIC. Через надзвичайну секретність проведення новітнього лінкора британські офіцери були змушені залишити постраждалі у результаті морської аварії кораблі на місці та продовжити рух решти бойових кораблів до Скапа-Флоу. «Ашанті» та «Фейм» дістали серйозних пошкоджень й перебували у напівзатопленому стані біля англійського берега до 1 грудня, поки їх не перетягнули на ремонт до Волсенда. На ремонт «Ашанті» знадобився рік, доки його не відновили повністю.

### 1941—1942 роки
У грудні 1941 року корабель знову увійшов до строю та 26 грудня взяв участь у проведенні спеціальної операції британських командос, під кодовою назвою операція «Анкліт» — рейд No. 12 Commando на Лофотенські острови за підтримки 22 кораблів та суден трьох флотів. У той час німецькі військовики переважно святкували наступне свято після Різдва — День подарунків. Протягом двох діб оперативна група флоту та командос утримували низку важливих об'єктів на островах, зокрема вивели з ладу 2 ворожі радіостанції та потопили декілька суден. За результатами рейду Гітлер був певен, що союзники розпочали вторгнення до Норвегії, й віддав наказ утримувати в країні значні сили та засоби.

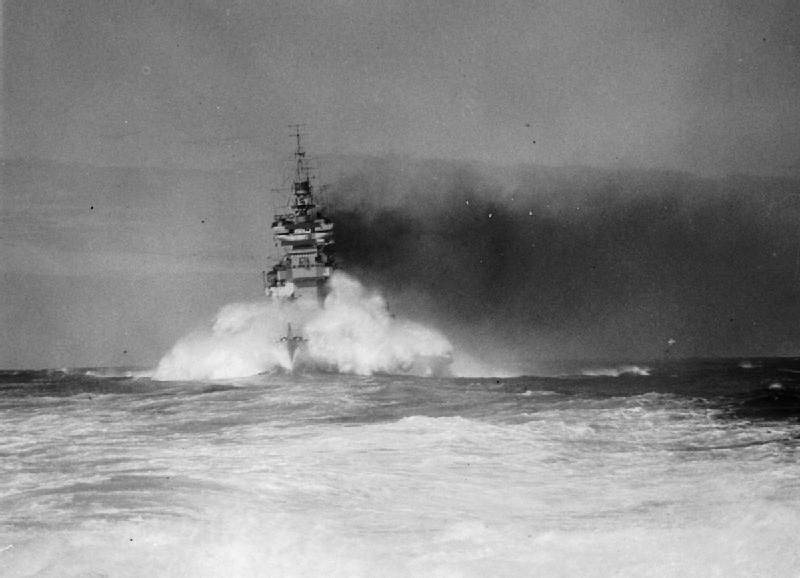
Лінкор «Енсон» у суворих погодних умовах прямує вслід за «Ашанті». Арктичні конвої

З нового 1942 року есмінець продовжував разом зі своїми однотипними кораблями ескортувати арктичні конвої з Ісландії до радянського Мурманська. Він супроводжував конвої PQ 12 і PQ 13 до Росії та QP 8 і QP 9 з півночі СРСР до Рейк'явіка.
З 16 по 30 травня «Ашанті» входив до ближнього ескорту конвою PQ 16 до Мурманська й під час переходу піддався невдалій атаці німецького підводного човна U-591. З 35 суден конвою 8 було потоплено німецькими субмаринами та торпедоносцями, ще 2 зазнали пошкоджень.
26 червня «Ашанті» включений до складу сил далекого ескорту конвою PQ 17, який прямував з Ісландії до Архангельська, а згодом повертався з конвоєм QP 13 до Рейк'явіка. 4 липня Адміралтейство отримало повідомлення про вихід у море лінкора «Тірпіц» і перший морський лорд адмірал флоту Д.Паунд віддав наказ «Конвою розсіятися!», а супроводжуючі конвой бойові кораблі відкликали для перехоплення «Тірпіца», усі транспортні судна кинули напризволяще. Як з'ясувалося згодом, інформація про вихід німецького лінкора виявилася неточною, тоді як конвой, залишений без захисту, став легкою здобиччю німецьких підводних човнів і торпедоносців. Як наслідок, 22 транспорти та 2 допоміжних судна із складу конвою були потоплені.
У серпні 1942 року есмінець у супроводі ще одного сумнозвісного конвою WS 21S, який йшов з Гібралтару до обложеної Мальти. До складу ескортної групи конвою під командуванням віцеадмірала Едварда Сіфрета входили 2 лінкори, 4 ескадрені авіаносці, 7 крейсерів і 32 есмінці. Ескортне з'єднання вважалося найпотужнішим за всю війну, що виділялося на супровід конвою. Британське адміралтейство повністю усвідомлювало, що доля острова залежить від того, скільки транспортів добереться до острова. Особливо важливим був американський танкер «Огайо», зафрахтований міністерством військових перевезень і укомплектований британською командою.

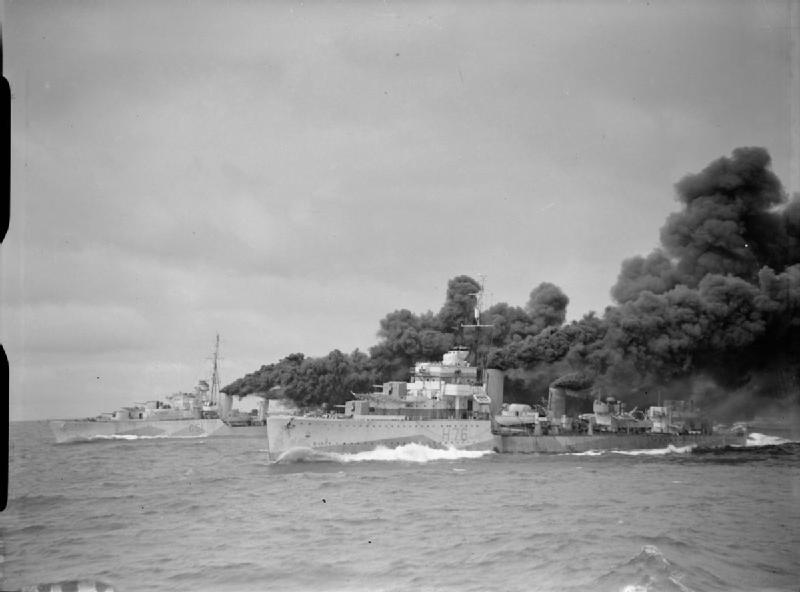
Есмінці «Ашанті» й «Ф'юрі» ставлять димову завісу на поході. 25 червня 1942

Під час проведення конвою WS 21S у зоні Сицилійських проток «Ашанті» піддався атаці італійського підводного човна «Бенедетто Брін», однак есмінець «Квентін» відігнав його вогнем. Під постійними атаками німецьких та італійських кораблів, підводних човнів, торпедоносців та бомбардувальників конвой втратив один авіаносець, 2 легких крейсери, ескадрений міноносець та дев'ять торговельних суден з чотирнадцяти. Ще 1 авіаносець і 2 легких крейсери були пошкоджені внаслідок безперервних нападів.
15 серпня есмінець з іншими вцілілими бойовими кораблями конвою на Мальту повернувся до Гібралтару. Незабаром він був переведений до Скапа-Флоу, звідси залучався до супроводження арктичних конвоїв до СРСР.

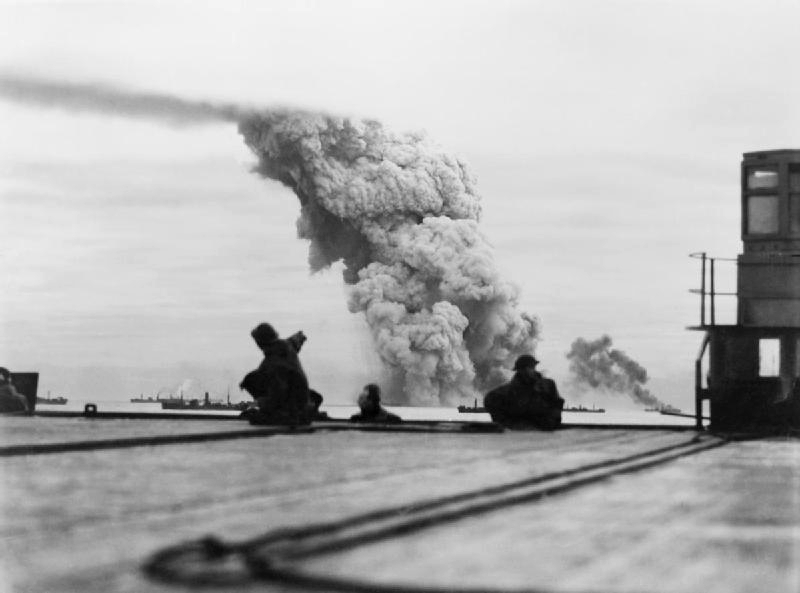
Вибух тротилу на борту допоміжного військового судна SS «Мері Лакенбах» внаслідок ураження німецькими торпедоносцями. Фото з борту авіаносця «Евенджер». 13 вересня 1942

9 вересня він приєднався до конвою PQ 18, який під потужною охороною йшов до Архангельська. «Ашанті» діяв у складі далекого ескорту з 16 есмінців, який очолював крейсер «Сцилла». У ході переходу конвой зазнав численних нападів німецьких підводних човнів та літаків Люфтваффе.
З 12 по 15 вересня 1942 року конвой піддався інтенсивній атаці 35 пікіруючих бомбардувальників Ju 88A-4 KG 30 та 42 торпедоносців KG 26 (I/KG 26 з 28 He 111H-6 та III/KG 26 з 14 Ju 88A-4). Тактикою дії німецьких літаків був одночасний та взаємоузгоджений напад торпедоносців та частки бомбардувальників на головні сили ескорту, які відволікали бойові кораблі від транспортних суден, і у цей час авіагрупа III/KG 26 потужною торпедною атакою, відомою як «золота гребінка», нищила беззахисні транспортники.
На фоні бомбардування кораблі та судна союзників одночасно атакували німецькі підводні човни. Частка з них була потоплена ескортом. Так, есмінець «Фолкнор» потопив U-88, «Імпульсів» — U-457 та «Онслоу» у взаємодії з палубною авіацією ескортного авіаносця «Евенджер» — U-589. Однак, попри затятий спротив кораблів ескорту, тільки за 12 вересня вісім суден з сорока було потоплено німцями. 14 вересня британський танкер MV «Ателтемлер» був пошкоджений внаслідок торпедної атаки U-457 і згодом затонув. Ще два транспортних судна затопила німецька авіація на підходах до Мурманської бухти. Загалом під час переходу загинуло 13 суден.
16 вересня есмінець приєднався до головних сил флоту для супроводження конвою QP 14, що повертався з СРСР до Лох-Ів у Шотландії. 65 бойових кораблів супроводжували невеличкий транспортний конвой з 17 суден. Есмінці типу «Трайбл» в основному виконували завдання з протичовнової оборони похідного ордеру кораблів. 20 числа під час переходу «Ашанті» був змінений «Сомалі», який зайняв його місце в бойовому порядку, коли він був раптово атакований U-703. Есмінець був серйозно пошкоджений торпедою, випущеною з човна, яка влучила в силове відділення корабля. «Ашанті» тягнув «Сомалі» на буксирі 420 миль, однак 25 вересня через різке погіршення погоди постраждалий есмінець переломився навпіл і швидко затонув. Зі 102 членів екіпажу вдалося врятувати тільки 35 людей, решта загинула зі своїм кораблем.
Загалом конвой втратив шість кораблів та суден, тільки один U-435 встиг потопити чотири союзних судна.

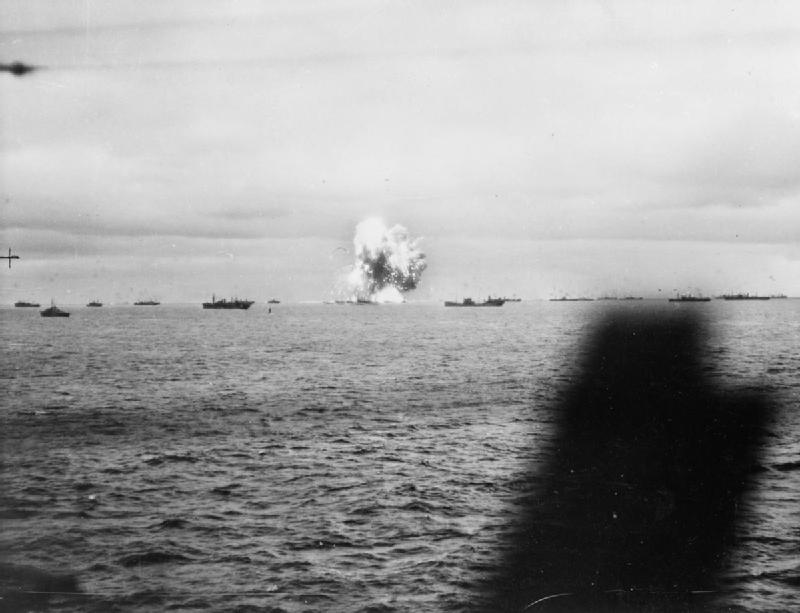
Вибух у складі арктичного конвою танкера з паливом

Після повернення до Британії корабель встав на ремонт у шотландському Росайті, де перебував до кінця жовтня 1942 року. Наприкінці жовтня перейшов до Гібралтару, де в плані підготовки до вторгнення союзних військ до Північної Африки увійшов до складу Східної оперативної групи ВМС. Ескортував авіаносець «Евенджер» та крейсери «Карібдіс», «Сцилла», «Шеффілд» до узбережжя Алжиру, які забезпечували артилерійське прикриття висадки Східного угруповання союзників. Надалі «Ашанті» входив до складу сил, які патрулювали прибережні води та ескортували кораблі й судна в Західному Середземномор'ї. У травні взяв участь у морській блокаді італійсько-німецьких сил, заблокованих у Французькому Тунісі, не даючи можливості евакуювати ці сили до Італії.

### 1943—1944 роки
У червні 1943 року есмінець повернувся до Великої Британії на черговий ремонт силової установки через проблеми з системою водопостачання корабля. На відновлювально-ремонтних роботах корабель пробув на верфях Лондона до вересня 1943 року. Тільки 15 жовтня повернувся до складу Флоту Метрополії у Скапа-Флоу.
У листопаді супроводжував у далекому ескорті конвой JW 54B до Радянського Союзу, однак 29 листопада через погіршення погодних умов був повернутий назад.
15 грудня 1943 року вийшов у супровід конвою JW 55B з есмінцями «Матчлес», «Метеор», «Маскітер», «Мілн», «Опорт'юн», «Віраго» та канадським «Атабаскан», що утворювали далекий океанський ескорт конвою. На зворотному шляху перейшли у підпорядкування командувача конвою RA 55A, який йшов назад додому. Під час переходу стався морський бій між союзними кораблями та німецьким лінкором «Шарнгорст».
З нового 1944 року есмінець «Ашанті» переведений до морського угруповання, що діяло поблизу Азорських островів. У середині січня забезпечував прикриття лінкору «Кінг Джордж V», який повертався з прем'єр-міністром Великої Британії В. Черчиллем на борту з Гібралтару до Англії. У лютому перейшов до 10-ї флотилії есмінців з базуванням на Плімуті. Група ескадрених міноносців «Ашанті», «Тартар», канадські «Атабаскан», «Хаїда», «Гурон» та польські «Піорун» і «Блискавиця» здійснювала прикриття та супровід конвоїв поблизу французького узбережжя та крізь Ла-Манш.
З квітня «Ашанті» діяв разом з есмінцями «Хаїда», «Гурон», забезпечуючи ескорт мінному загороджувачу «Аполло», який встановлював мінні поля поблизу берегів Франції.
25-26 квітня група кораблів на чолі з крейсером «Блек-Принс» мала сутичку поблизу бретонського островів Іль-де-Ба проти німецьких міноносців T24, T27 і T29. У ході бою німецький міноносець T29 був потоплений, а «Ашанті» й «Гурон» дістали пошкоджень внаслідок зіткнення між собою.
Після аварії есмінець перебував на ремонті в доках Девонпорту, після чого 27 травня повернувся до строю й увійшов до складу 19-ї флотилії есмінців (Плімут), яка готувалася до підтримки висадки морського десанту в Нормандію.
З початком вторгнення союзного морського десанту в Західну Європу перебував у силах далекого прикриття, діяв на Південно-західних підступах, у Біскайській затоці, протидіючи будь-яким спробам Крігсмаріне зірвати операцію. 9 червня 1944 року під час патрулювання, британська повітряна розвідка виявила у берегів Бретані в 20 милях від острову Іль-де-Бате групу німецьких ескадрених міноносців і союзні кораблі «Ашанті», «Ескімо», «Джавелін», «Хаїда», «Гурон» та «Піорун» і «Блискавиця» на чолі з есмінцем «Тартар» вийшли на перехоплення ворога. Наслідком стрімкого бою стало затоплення німецького есмінця ZH1, серйозне пошкодження Z24 та викидання на мілину біля острову Z32.
14 червня «Ашанті» з «Піорун» перехопив західніше Джерсі німецькі тральщики та в короткій вогневій сутичці затопили один M343 та пошкодили ще п'ять. 30 числа есмінець знищив поблизу Нормандських островів два траулери німців під час патрулювання.
З липня продовжував виконання завдань у Біскайській затоці. У серпні включений до складу оперативної групи на чолі з крейсером «Беллона», перешкоджав евакуації німецьких військ із західного узбережжя Франції після успішного наступу союзних військ у цій країні. 5 серпня вступив у бій з німецькими кораблями поблизу острова Л'Іль-д'Є й потопив два тральщики. Проте вже у вересні есмінець «Ашанті» знову поставлений на ремонт у судноверфі Palmers Company у Геббурні, де пробув до липня 1945 року.

### Післявоєнний час
Після завершення активних воєнних дій у Європі корабель вийшов з ремонту, але вже 21 серпня 1945 року через постійні технічні проблеми переведений до категорії «B» у Резерві флоту. У 1947 році використовувався як корабель-мішень, а 12 квітня 1948 року притягнутий на розбраковування до Труна.
9 березня 1959 року ім'я «Ашанті» було урочисто присвоєне новому британському фрегату типу «Трайбл» — фрегату «Ашанті», спущеному на воду в Скотстоні, Глазго.